# Menhir de la Crulière
Le menhir de la Crulière est un menhir situé au lieu-dit de la Crulière sur la commune de Brem-sur-Mer dans le département de la Vendée, en France. 

## Protection
Il est classé au titre des monuments historiques le 18 février 1934. 

## Descriptif
Le menhir est constitué d'un bloc de quartzite de forme pyramidale de 2,30 mètres de haut pour une épaisseur moyenne de 1,15 mètre avec une large base d'environ 2,55 mètres. Son poids est estimé à 8 tonnes. En 1901, un alignement de trois pierres plantées avait été signalé à 300 mètres vers l'ouest du menhir de la Crulière. Il a été détruit depuis.

## Folklore
Selon la légende, le bloc aurait été lancé par Satan pour écraser un garçon de 15 ans, et sa vache, qui lui avait donné son âme.